# Pallas Pictures
La Pallas Pictures fu una piccola casa di produzione californiana fondata da Frank Garbutt, socio di Oliver Ivers. La moglie di Ivers fu la scrittrice e poi regista Julia Crawford Ivers che lavorò per la nuova compagnia, autrice di alcuni copioni per il cinema.
Tra i registi che lavorarono per la compagnia, vi furono William Desmond Taylor, Frank Lloyd, E. Mason Hopper, Edward LeSaint.
Dal 1915 al 1918, la Pallas - che sarebbe stata inglobata dalla Paramount Pictures - produsse ventotto film.

## Filmografia
- The Gentleman from Indiana, regia di Frank Lloyd (1915)
- The Reform Candidate, regia di Frank Lloyd (1915)
- The Call of the Cumberlands, regia di Frank Lloyd (1916)
- He Fell in Love with His Wife, regia di William Desmond Taylor (1916)
- Ben Blair, regia di William Desmond Taylor (1916)
- Paula (The Heart of Paula), regia di William Desmond Taylor e, non confermata, Julia Crawford Ivers (1916)
- David Garrick, regia di Frank Lloyd (1916)
- The American Beauty, regia di William Desmond Taylor (1916)
- Davy Crockett, regia di William Desmond Taylor (1916)
- The Parson of Panamint, regia di William Desmond Taylor (1916)
- The Intrigue, regia di Frank Lloyd (1916)
- A Son of Erin, regia di Julia Crawford Ivers (1916)
- The Right Direction, regia di E. Mason Hopper (1916)
- The Wax Model, regia di E. Mason Hopper (1917)
- Her Own People, regia di Scott Sidney (1917)
- The Spirit of Romance, regia di E. Mason Hopper (1917)
- As Men Love, regia di E. Mason Hopper (1917)
- The Bond Between, regia di Donald Crisp (1917)
- The Lonesome Chap, regia di Edward J. Le Saint (1917)
- A Roadside Impresario, regia di Donald Crisp (1917)
- Heir of the Ages, regia di Edward J. Le Saint (Edward LeSaint) (1917)
- A Kiss for Susie, regia di Robert Thornby (1917)
- Little Miss Optimist, regia di Robert Thornby (1917)
- Lost in Transit, regia di Donald Crisp (1917)
- The Trouble Buster, regia di Frank Reicher (1917)
- Molly Entangled, regia di Robert Thornby (1917)
- The Fair Barbarian, regia di Robert Thornby (1917)
- A Petticoat Pilot, regia di Rollin S. Sturgeon (1918)

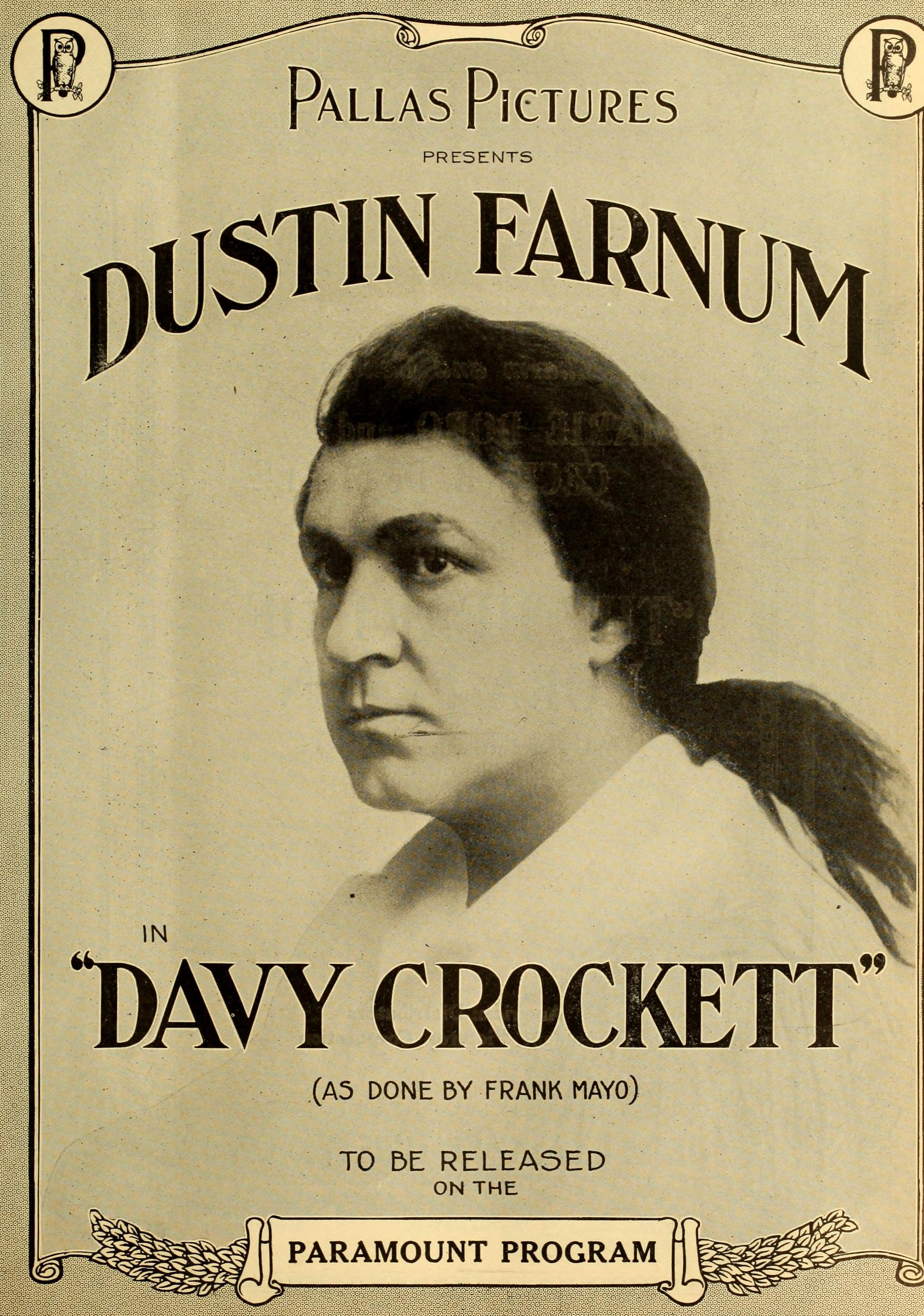
Davy Crockett (1916)
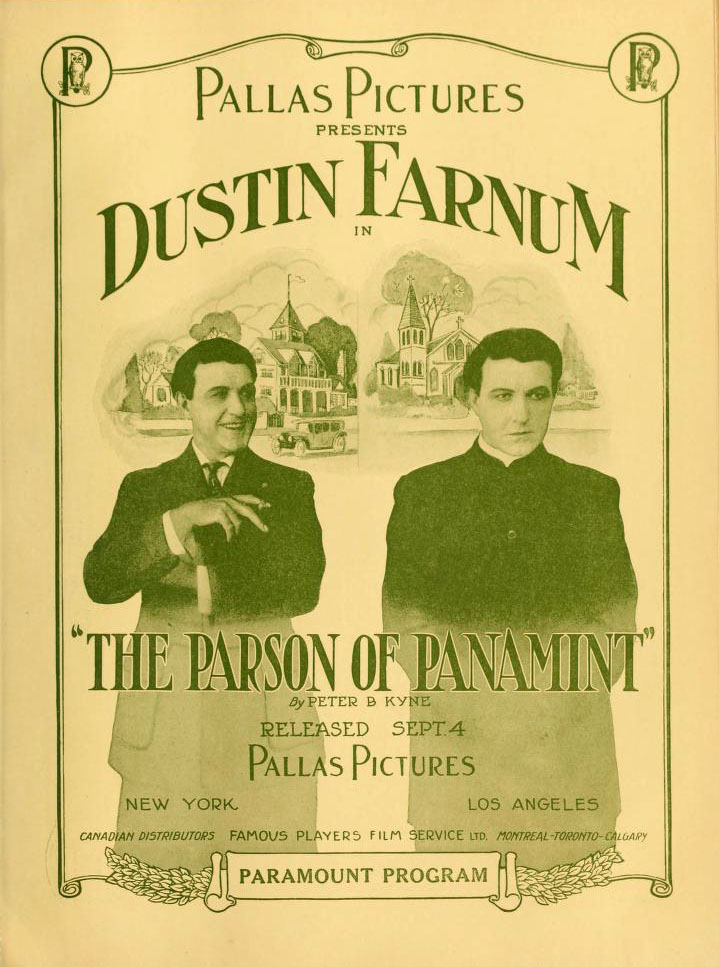
The Parson of Panamint (1916)
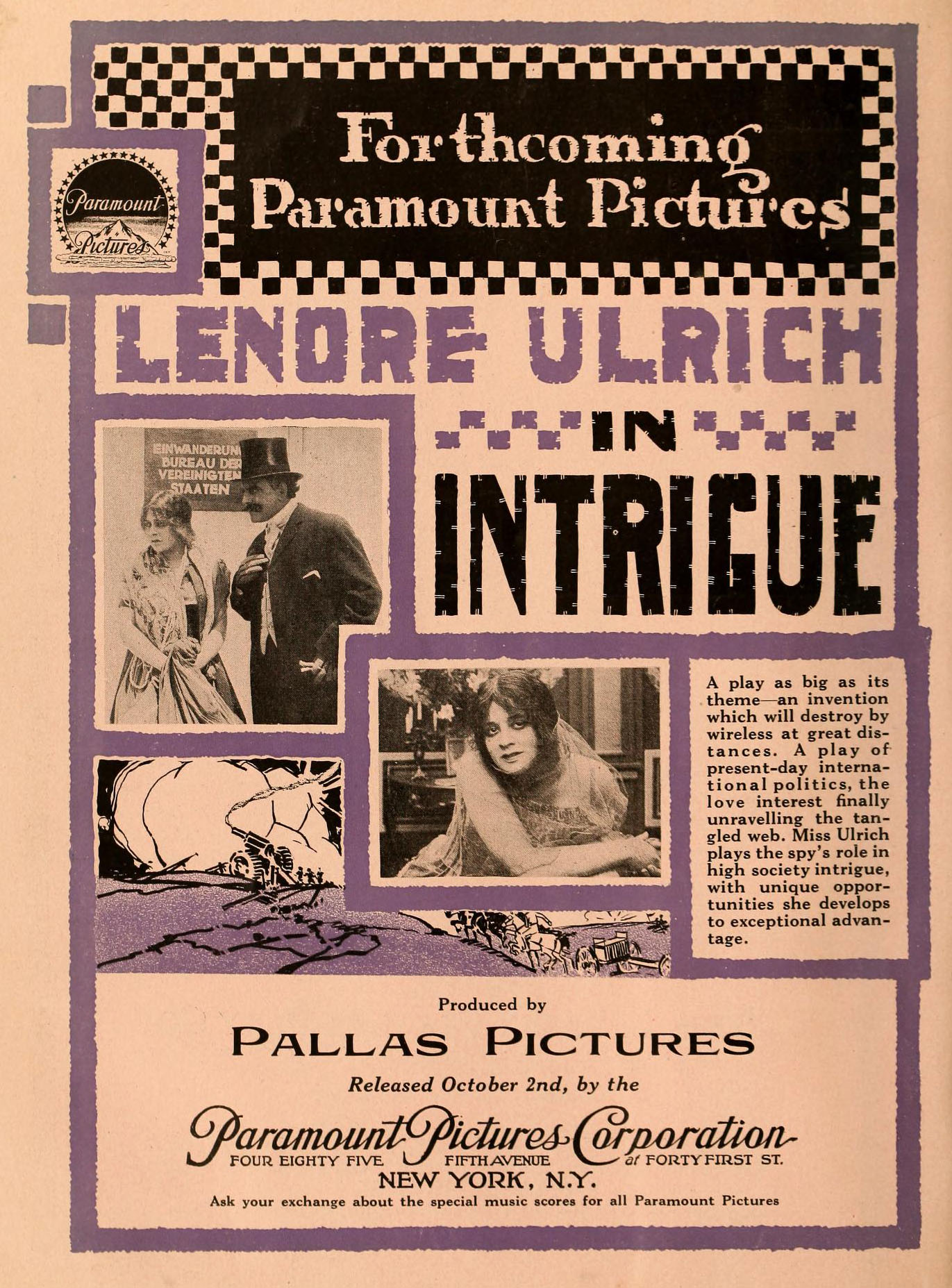
The Intrigue (1916)
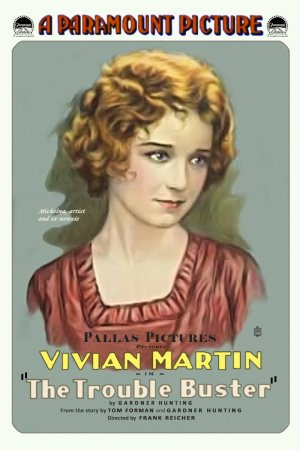
The Trouble Buster (1917)